# Thanh Sơn, Vũ Hán
Thanh Sơn (tiếng Trung: 青山区, Hán Việt: Thanh Sơn khu) là một quận của thành phố Vũ Hán (武汉市), thủ phủ tỉnh Hồ Bắc, Cộng hòa Nhân dân Trung Hoa. Diện tích quận Thanh Sơn là 47,39 km2, nhân khẩu thường trú là 452.700 người. Thanh Sơn được chia ra thành 10 nhai đạo biện sự xứ và ủy ban quản lý hoa viên Cương Đô. Phía đông của quận này có chất lượng không khí thấp nhất của Vũ Hán do tình trạng ô nhiễm. Phía tây Thanh Sơn là một khu vực dân cư chủ yếu.